# Llibre de Sui
El Llibre de Sui (Suí Shū) és la història oficial de la dinastia Sui, escrit per Wei Zheng i altres. Es troba entre les vint-i-quatre històries oficials de la Xina imperial. Durant l'època de l'emperador Wen de la dinastia Sui, Wang Shao havia escrit vuitanta volums de "Suí Shu". El quart any de Tang Gaozu Wude (621), Linghu Defen va proposar per primera vegada compilar la història de Qi, Liang, Chen, Zhou, Sui i altres cinc dinasties. L'any següent, la cort de Tang va ordenar als historiadors que el compilassin. El tercer any de Zhenguan (629) de l'emperador Taizong de la dinastia Tang, Fang Xuanling va rebre l'ordre de supervisar la compilació de la història de Sui, i Yan Shigu, Kong Yingda, Xu Jingzong, etc. també van ser supervisats en la part de la biografia. Es va completar el desè any de Zhenguan (636), el mateix any que es va completar el Llibre de Chen. Cinc volums de l'emperador Ji, cinquanta volums de biografies i trenta volums d'annals van ser coeditats per moltes persones.El llibre es va completar en dues etapes i van passar 35 anys des de la creació inicial fins a la finalització completa. Enregistra un total de 38 anys d'història des del primer any de Kaihuang (581) de l'emperador Wen de la dinastia Sui fins al segon any de Yining (618) de l'emperador Gong de la dinastia Sui.

## Continguts
El format utilitzat en el text segueix el format de biografia històrica composta (斷代紀傳體) establert per Ban Gu al Llibre del Han Tardà amb tres seccions: anals (紀), tractats (志) i biografies (傳). L'extens conjunt de 30 tractats, de vegades traduïts com a "monografies", del Llibre de Sui va ser completat per un conjunt separat d'autors i afegit entre 656 i 20 anys després de completar el text original. Els tractats cobreixen les dinasties Liang, Chen, Qi del Nord i Zhou del Nord a més de les Sui. A més del Llibre de Liang i el Llibre de Chen, el Llibre de Sui és una font essencial d'informació sobre els temes tractats per a aquestes dinasties. Els tractats de clàssics (經籍) són especialment importants perquè el Llibre de Sui és l'única història estàndard que inclou aquesta secció des del Llibre de Han i conté informació bibliogràfica essencial per al període des del Han posterior (25–220) fins a la dinastia Sui. Els tractats van ser distribuïts inicialment com un conjunt separat titulat "Tractats de la història de les cinc dinasties" (五代史志).

### Anals (帝紀)
| Nº      | Títol          | Traducció      | Notes |
| ------- | -------------- | -------------- | ----- |
| Volum 1 | 帝紀第1 高祖上 | Gaozu          |       |
| Volum 2 | 帝紀第2 高祖下 | Gaozu          |       |
| Volum 3 | 帝紀第3 煬帝上 | Emperador Yang |       |
| Volum 4 | 帝紀第4 煬帝下 | Emperador Yang |       |
| Volum 5 | 帝紀第5 恭帝   | Yang tu        |       |

### Tractats (志)
| Nº       | Títol         | Traducció               | Notes |
| -------- | ------------- | ----------------------- | ----- |
| Volum 6  | 志第1 禮儀1   | Ritus                   |       |
| Volum 7  | 志第2 禮儀2   | Ritus                   |       |
| Volum 8  | 志第3 禮儀3   | Ritus                   |       |
| Volum 9  | 志第4 禮儀4   | Ritus                   |       |
| Volum 10 | 志第5 禮儀5   | Ritus                   |       |
| Volum 11 | 志第6 禮儀6   | Ritus                   |       |
| Volum 12 | 志第7 禮儀7   | Ritus                   |       |
| Volum 13 | 志第8 音樂上  | Música                  |       |
| Volum 14 | 志第9 音樂中  | Música                  |       |
| Volum 15 | 志第10 音樂下 | Música                  |       |
| Volum 16 | 志第11 律曆上 | El ritme i el calendari |       |
| Volum 17 | 志第12 律曆中 | El ritme i el calendari |       |
| Volum 18 | 志第13 律曆下 | El ritme i el calendari |       |
| Volum 19 | 志第14 天文上 | Astronomia              |       |
| Volum 20 | 志第15 天文中 | Astronomia              |       |
| Volum 21 | 志第16 天文下 | Astronomia              |       |
| Volum 22 | 志第17 五行上 | Els Cinc Elements       |       |
| Volum 23 | 志第18 五行下 | Els Cinc Elements       |       |
| Volum 24 | 志第19 食貨   | Menjar i diners         |       |
| Volum 25 | 志第20 刑法   | Càstig i llei           |       |
| Volum 26 | 志第21 百官上 | Oficines de Govern      |       |
| Volum 27 | 志第22 百官中 | Oficines de Govern      |       |
| Volum 28 | 志第23 百官下 | Oficines de Govern      |       |
| Volum 29 | 志第24 地理上 | Geografia               |       |
| Volum 30 | 志第25 地理中 | Geografia               |       |
| Volum 31 | 志第26 地理下 | Geografia               |       |
| Volum 32 | 志第27 經籍1  | Clàssics                |       |
| Volum 33 | 志第28 經籍2  | Clàssics                |       |
| Volum 34 | 志第29 經籍3  | Clàssics                |       |
| Volum 35 | 志第30 經籍4  | Clàssics                |       |

### Biografies (列傳)
| Nº       | Títol                                                                    | Traducció                                       | Notes |
| -------- | ------------------------------------------------------------------------ | ----------------------------------------------- | ----- |
| Volum 36 | 列傳第1 后妃                                                             | Empresses                                       |       |
| Volum 37 | 列傳第2 李穆 梁睿                                                        | Li Mu; Liang Rui                                |       |
| Volum 38 | 列傳第3 劉昉 鄭譯 柳裘 皇甫績 盧賁                                       | Liu Fang; Zheng Yi; Liu Qiu; Huangfu Ji; Lu Ben |       |
| Volum 39 | 列傳第4 于義 陰壽 陰世師 竇榮定 元景山 源雄 豆盧勣 豆盧毓 賀若誼         | Yu Yi                                           |       |
| Volum 40 | 列傳第5 梁士彥 宇文忻 王誼 元諧 王世積 虞慶則 元胄                       | Liang Shiyan; Yuwen Xin; Wang Yi                |       |
| Volum 41 | 列傳第6 高熲 蘇威                                                        | Gao Jiong; Su Wei                               |       |
| Volum 42 | 列傳第7 李德林 李百藥                                                    | Li Delin; Li Baiyao                             |       |
| Volum 43 | 列傳第8 河間王弘 楊処綱 楊子崇 觀德王雄                                  |                                                 |       |
| Volum 44 | 列傳第9 滕穆王瓚 道悼王靜 衛昭王爽 蔡王智積                              | Yang Zan; Yang Jing; Yang Shuang                |       |
| Volum 45 | 列傳第10 文四子                                                          | Quatre Prínceps de Wen                          |       |
| Volum 46 | 列傳第11 趙煚 趙芬 楊尚希 長孫平 元暉 韋師 楊異 蘇孝慈 李雄 張煚         |                                                 |       |
| Volum 47 | 列傳第12 韋世康 柳機                                                     | Wei Shikang                                     |       |
| Volum 48 | 列傳第13 楊素 弟約 從父文思 文紀                                         | Yang Su                                         |       |
| Volum 49 | 列傳第14 牛弘                                                            | Niu Hong                                        |       |
| Volum 50 | 列傳第15 宇文慶 李禮成 元孝矩 郭榮 龐晃 李安                             | Yuwen Qing                                      |       |
| Volum 51 | 列傳第16 長孫覽 從子熾 熾弟晟                                            |                                                 |       |
| Volum 52 | 列傳第17 韓擒虎 賀若弼                                                   | Han Qinhu; Heruo Bi                             |       |
| Volum 53 | 列傳第18 達奚長儒 賀婁子幹 史萬歲 劉方                                   | Daxi Zhangru; Shi Wansui; Liu Fang              |       |
| Volum 54 | 列傳第19 王長述 李衍 伊婁謙 田仁恭 元亨 杜整 李徹 崔彭                   |                                                 |       |
| Volum 55 | 列傳第20 杜彥 高勱 爾朱敞 周搖 獨孤揩 乞伏慧 張威 和洪 侯莫陳穎          |                                                 |       |
| Volum 56 | 列傳第21 盧愷 令狐熙 薛胄 宇文㢸 張衡 楊汪                               |                                                 |       |
| Volum 57 | 列傳第22 盧思道 李孝貞 薛道衡                                            | Lu Sidao; Li Xiaozhen                           |       |
| Volum 58 | 列傳第23 明克讓 魏澹 陸爽 杜台卿 辛德源 柳䛒 許善心 李文博               |                                                 |       |
| Volum 59 | 列傳第24 煬帝三男                                                        | Tres Princeps de Yang                           |       |
| Volum 60 | 列傳第25 崔仲方 于仲文 段文振                                            | Cui Zhongfang; Yu Zhongwen                      |       |
| Volum 61 | 列傳第26 宇文述 雲定興 郭衍                                              | Yuwen Shu                                       |       |
| Volum 62 | 列傳第27 王韶 元岩 劉行本 梁毗 柳彧 趙綽 裴肅                            |                                                 |       |
| Volum 63 | 列傳第28 樊子蓋 史祥 元壽 楊義臣 衛玄 劉權                               | Fan Zigai                                       |       |
| Volum 64 | 列傳第29 李圓通 陳茂 張定和 張奫 麥鐵杖 沈光 來護兒 魚俱羅 陳稜 王辯     | Lai Hu'er                                       |       |
| Volum 65 | 列傳第30 周羅睺 周法尚 李景 慕容三藏 薛世雄 王仁恭 權武 吐萬緒 董純 趙才 |                                                 |       |
| Volum 66 | 列傳第31 李諤 鮑宏 裴政 柳庄 源師 郎茂 高構 張虔威 榮毗 陸知命 房彥謙    |                                                 |       |
| Volum 67 | 列傳第32 虞世基 裴蘊 裴矩                                                | Yu Shiji; Pei Yun; Pei Ju                       |       |
| Volum 68 | 列傳第33 宇文愷 閻毗 何稠                                                | Yuwen Kai                                       |       |
| Volum 69 | 列傳第34 王劭 袁充                                                       | Wang Shao; Yuan Chong                           |       |
| Volum 70 | 列傳第35 楊玄感 李子雄 趙元淑 斛斯政 劉元進 李密 裴仁基                  | Yang Xuangan; Li Zixiong; Li Mi; Pei Renji      |       |
| Volum 71 | 列傳第36 誠節                                                            | Homes sincers                                   |       |
| Volum 72 | 列傳第37 孝義                                                            | Pietat filial                                   |       |
| Volum 73 | 列傳第38 循吏                                                            | Funcionaris rectes                              |       |
| Volum 74 | 列傳第39 酷吏                                                            | Oficials Cruels                                 |       |
| Volum 75 | 列傳第40 儒林                                                            | Estudiosos confucians                           |       |
| Volum 76 | 列傳第41 文學                                                            | Literatura                                      |       |
| Volum 77 | 列傳第42 隱逸                                                            | Hermites                                        |       |
| Volum 78 | 列傳第43 藝術                                                            | Artistes                                        |       |
| Volum 79 | 列傳第44 外戚                                                            | Afins imperials                                 |       |
| Volum 80 | 列傳第45 列女                                                            | Dones exemplars                                 |       |
| Volum 81 | 列傳第46 東夷                                                            | Els Dongyi                                      |       |
| Volum 82 | 列傳第47 南蠻                                                            | Els Nanman                                      |       |
| Volum 83 | 列傳第48 西域                                                            | Les Regions de l'Oest                           |       |
| Volum 84 | 列傳第49 北狄                                                            | Els Beidi                                       |       |
| Volum 85 | 列傳第50 宇文化及 宇文智及 司馬德戡 裴虔通 王充 段達                     | Yuwen Huaji; Yuwen Zhiji; Wang Shichong         |       |